# Monitor Huáscar
El monitor Huáscar es un buque torreta, construido por orden del gobierno peruano en el Reino Unido en 1864, que tuvo una relevante participación en la Guerra del Pacífico.
Sirvió en la Marina de Guerra de Perú desde el 17 de enero de 1866 hasta el 8 de octubre de 1879, cuando fue capturado por la escuadra chilena en el combate naval de Angamos.
Sirvió en la Armada de Chile desde febrero de 1880 hasta 1896, cuando fue dado de baja tras la explosión de una caldera. Actualmente es un trofeo de guerra y sirve como buque museo en el puerto chileno de Talcahuano, Región del Biobío. Es el tipo monitor y el segundo blindado (acorazado) a flote más antiguo del mundo después del HMS Warrior (1860).

## Características generales

### Dimensiones principales

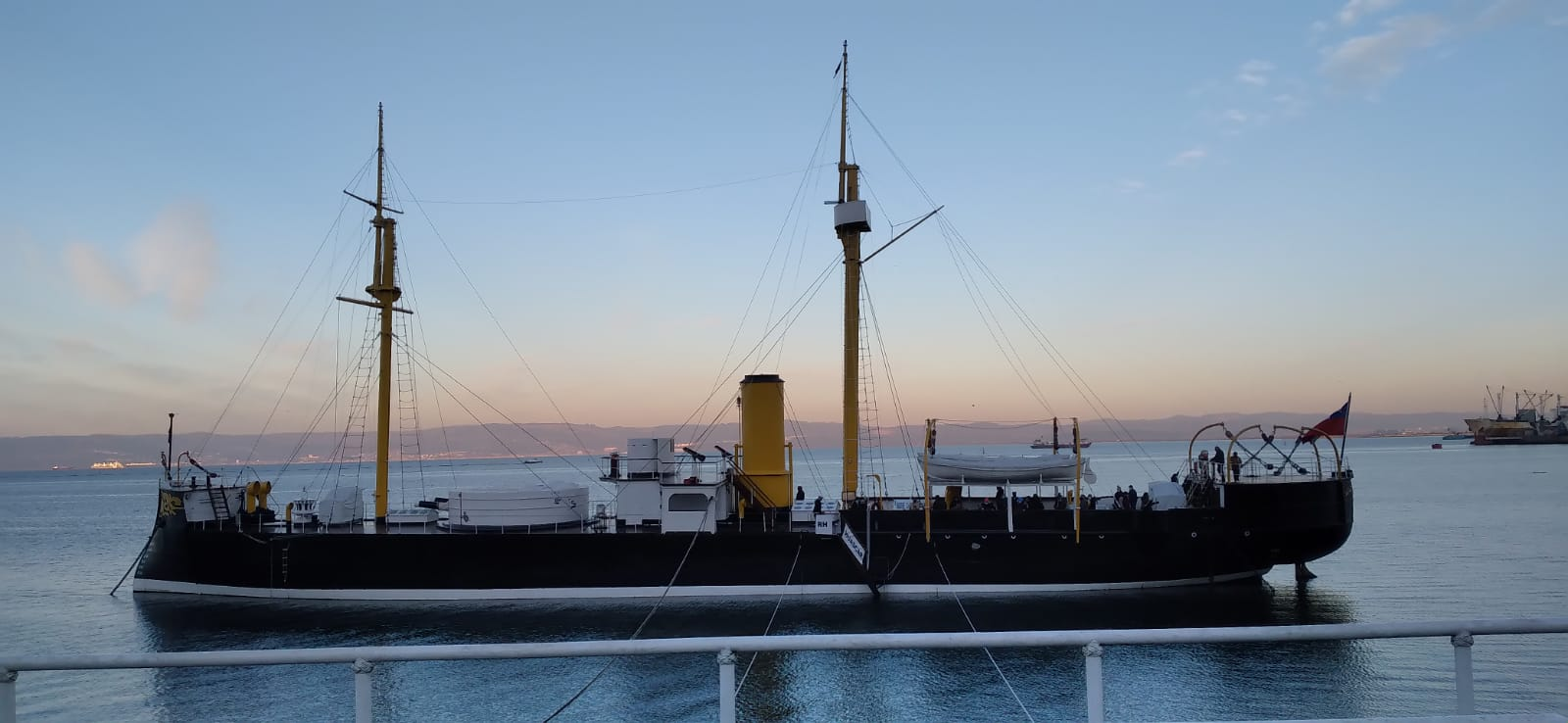
Monitor Huáscar anclado en el año 2022.

Las dimensiones principales del monitor Huáscar son: 59,4 m de eslora (largo), 10,6 m de manga (ancho) y 4,5 m de calado (profundidad). La carena tiene un tonelaje de 1100 B.O.M. y un desplazamiento total (incluyendo combustible, agua dulce, armamento, municiones, víveres y tripulación) de aproximadamente 1745 t en máxima carga.
El casco, construido en hierro remachado, está dividido longitudinalmente en cinco compartimentos estancos, por cuatro mamparos del mismo material de 15 mm (5/8 de in) de espesor. El Huáscar tiene dos cubiertas: la cubierta principal, que se eleva 1,37 m (4,5 ft) sobre la línea de flotación de máxima carga, este bajo perfil hacía que fuera más difícil; y la segunda cubierta, que se encuentra aproximadamente 2,5 m por debajo la cubierta principal. La proa del Huáscar cuenta, como era costumbre en los diseños de fines del siglo XIX, con un espolón. La forma de la popa es de crucero. El casco fue considerado como "muy maniobrable", para los estándares de la época, siendo capaz de completar un giro de 180° en 2 minutos y 0,3 segundos.

### Superestructura y alojamientos

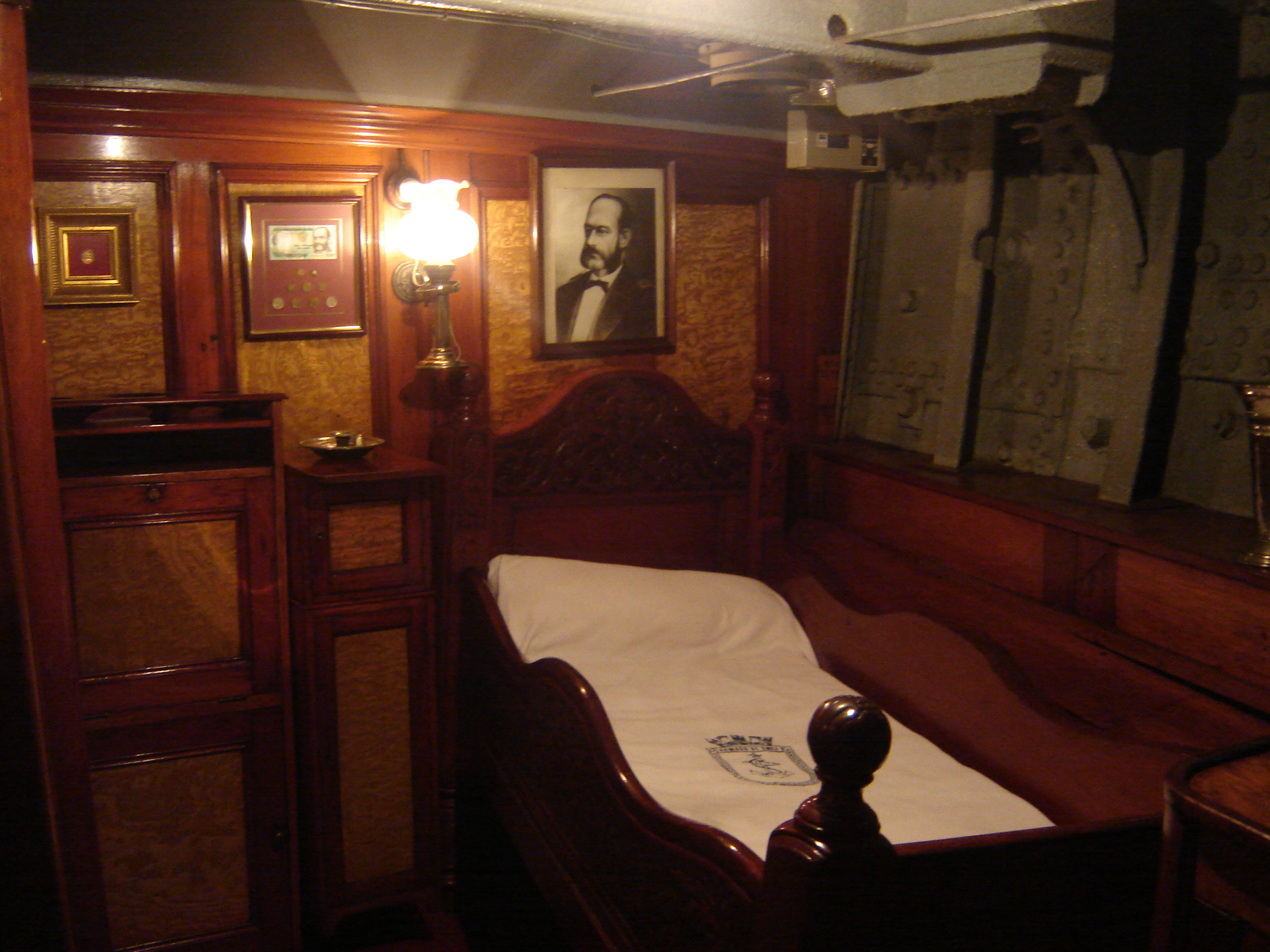
Camarote del capitán, al fondo retrato de Miguel Grau.

La superestructura del monitor estaba compuesta originalmente por (de proa a popa): el castillo de proa, el mástil trinquete (trípode), la torre de artillería, la torre de mando de forma hexagonal y detrás de los cañones principales, la chimenea telescópica de 8 metros de altura (que al achicarse permite mejorar la navegación a vela), el mástil mayor y el castillo de popa. Para evitar el embarque de agua en mar gruesa, la cubierta principal contaba con falcas metálicas rebatibles, las cuales se abrían al momento de usar la torre de artillería.
El Huáscar cuenta con dos salas de gobierno o puentes de mando: la sala de gobierno principal que está ubicada en la cubierta principal a proa del castillo de popa y la sala de gobierno de combate situada en la segunda cubierta bajo la torre de mando o conning-tower. Las acomodaciones de la oficialidad se encuentran en la segunda cubierta a popa del mástil mayor. Las acomodaciones del resto tripulación se encuentran en la segunda cubierta a proa de la torre de artillería. También en la segunda cubierta, pero a popa de la sala de gobierno de combate, se encuentra la cocina.

### Armamento

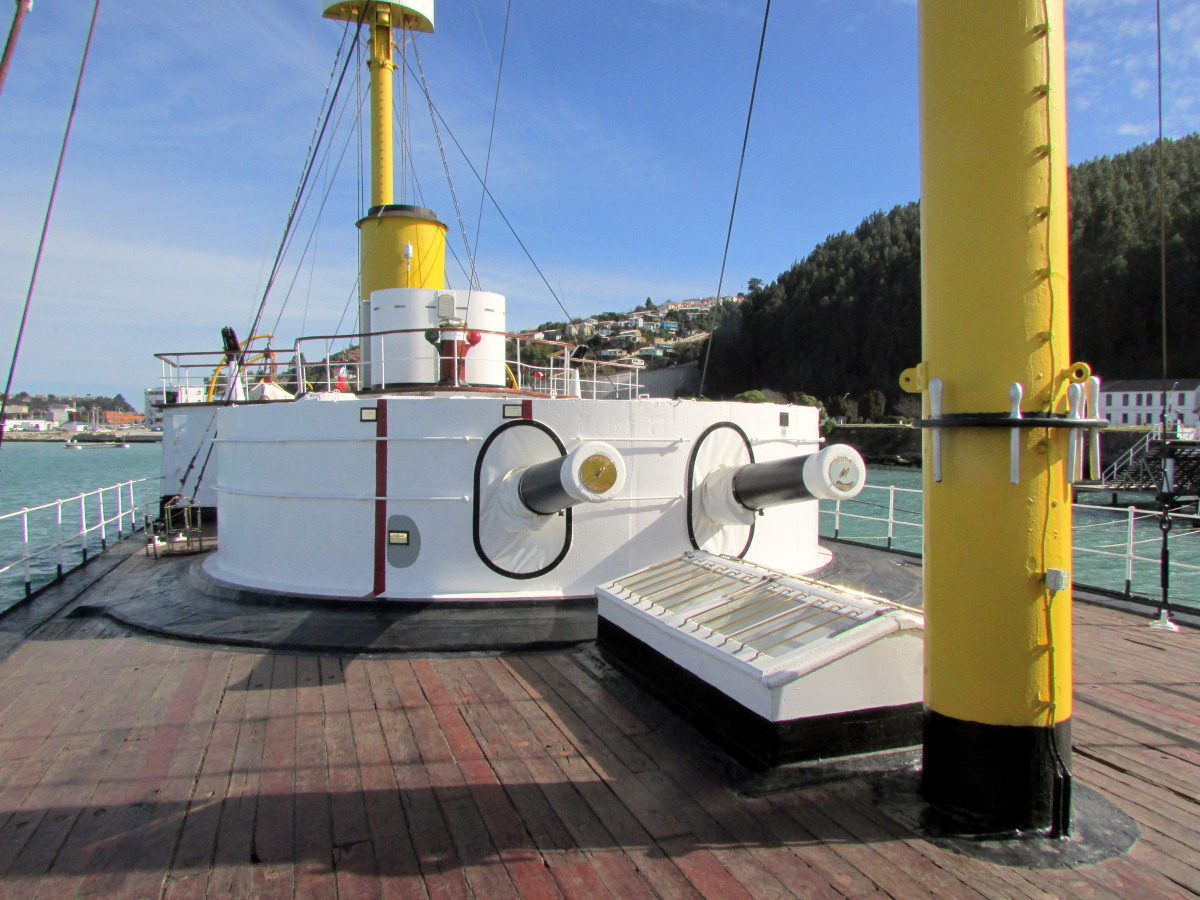
Torre Coles en la actualidad con las piezas Elswick de 203 mm.

El armamento principal del monitor Huáscar se encuentra alojado en la torre de artillería, conocida como la torre giratoria Coles, la cual está situada sobre la cubierta principal entre el castillo de proa y la torre de mando. La torre es de forma cilíndrica con un diámetro de 6,7 m (22 ft) y un peso de 37 toneladas. El armamento de la torre estaba compuesto originalmente de dos cañones de ánima rayada Armstrong, de avancarga desde el interior de la torreta, con un peso 12,5 toneladas cada uno, un calibre de 254 mm (10 pulgadas) y capaces de disparar proyectiles de aproximadamente 136 kg (300 lb) de peso. Con respecto a la munición que utilizó durante sus correrías fueron los proyectiles ordinarios de ojiva, ya que los proyectiles Palliser antiblindaje, con que si contaban los blindados chilenos, no llegaron a tiempo antes de que fuera capturado en el Combate de Angamos.
La torre descansa y gira sobre una senda de roletes ubicada en la segunda cubierta. Tiene además un eje guía (pinzote) fijo que gira sobre un tintero empernado a la quilla. Originalmente la ronza de la torre era manual y necesitaba el esfuerzo de 16 hombres y 15 minutos para cubrir todo el campo de tiro. Debido a lo alto del castillo de proa y las estructuras situadas tras la torre de artillería, el campo de tiro de la torre está limitado a 138° por cada banda (los ángulos muertos son de 64° y 20° a popa y proa respectivamente).
Como armamento secundario el Huáscar posee dos cañones rayados Armstrong de 120 mm (5 in) capaces de disparar proyectiles de aproximadamente 18 kg (40 lb) ubicados en las bandas de babor y estribor respectivamente y un cañón rayado Armstrong de 76 mm (3 in) capaz de disparar proyectiles de aproximadamente 5,5 kg (12 lb) ubicado en popa bajo el castillo. El Huáscar contaba además, durante la guerra del Pacífico, con una ametralladora Gatling de 11 mm (calibre .44) instalada en la cofa del palo mayor.

### Blindaje

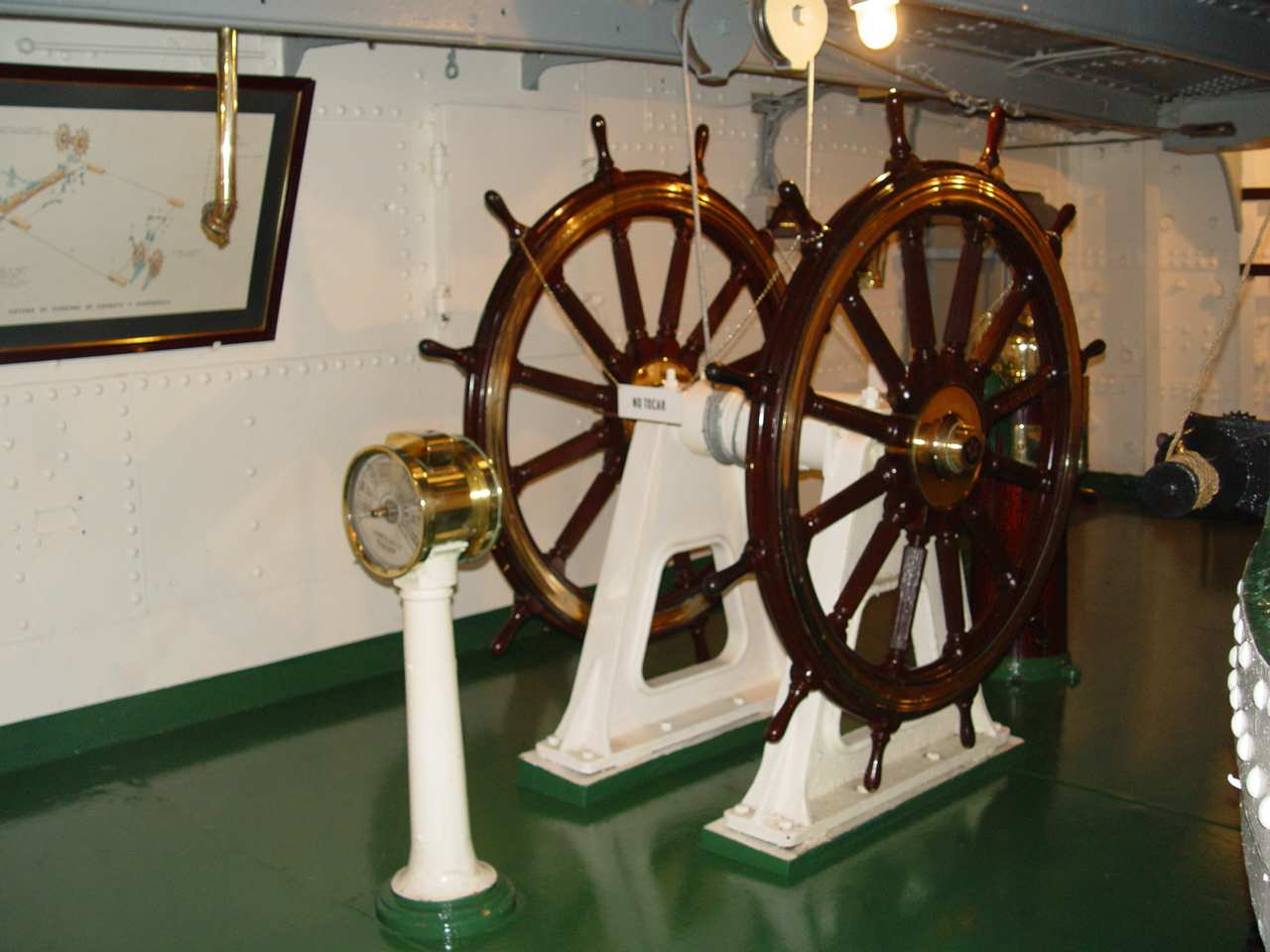
Sala de gobierno de combate.

El Huáscar tiene un blindaje lateral de hierro de 114,3 mm (4,50 pulgadas) de espesor en el centro del buque, que disminuye hasta 63,5 mm (2,50 pulgadas) hacia proa y popa y se extiende a 1 m (3′ 3″) bajo la línea de flotación de desplazamiento máximo. Entre el casco y el blindaje posee un forro de separación de madera de teca de entre 254 mm (10 pulgadas) de espesor para reducir el impacto de los proyectiles. La cubierta principal está protegida por planchas de 50 mm (1,97 pulgadas) de espesor. 
El blindaje de la torre de artillería es de 139,7 mm (5,50 pulgadas) reforzado en la zona que rodea de las troneras con planchas de 177,8 mm (7,00 pulgadas) espesor y, al igual que el blindaje del casco, está empernado a una estructura metálica con un forro interior de madera de teca de 330,2 mm (13 pulgadas) de espesor. La torre de mando original contaba con un blindaje de 76,2 mm (3,00 pulgadas) de espesor respaldado por 203,2 mm (8,00 pulgadas) de madera de teca.

### Sistema de propulsión

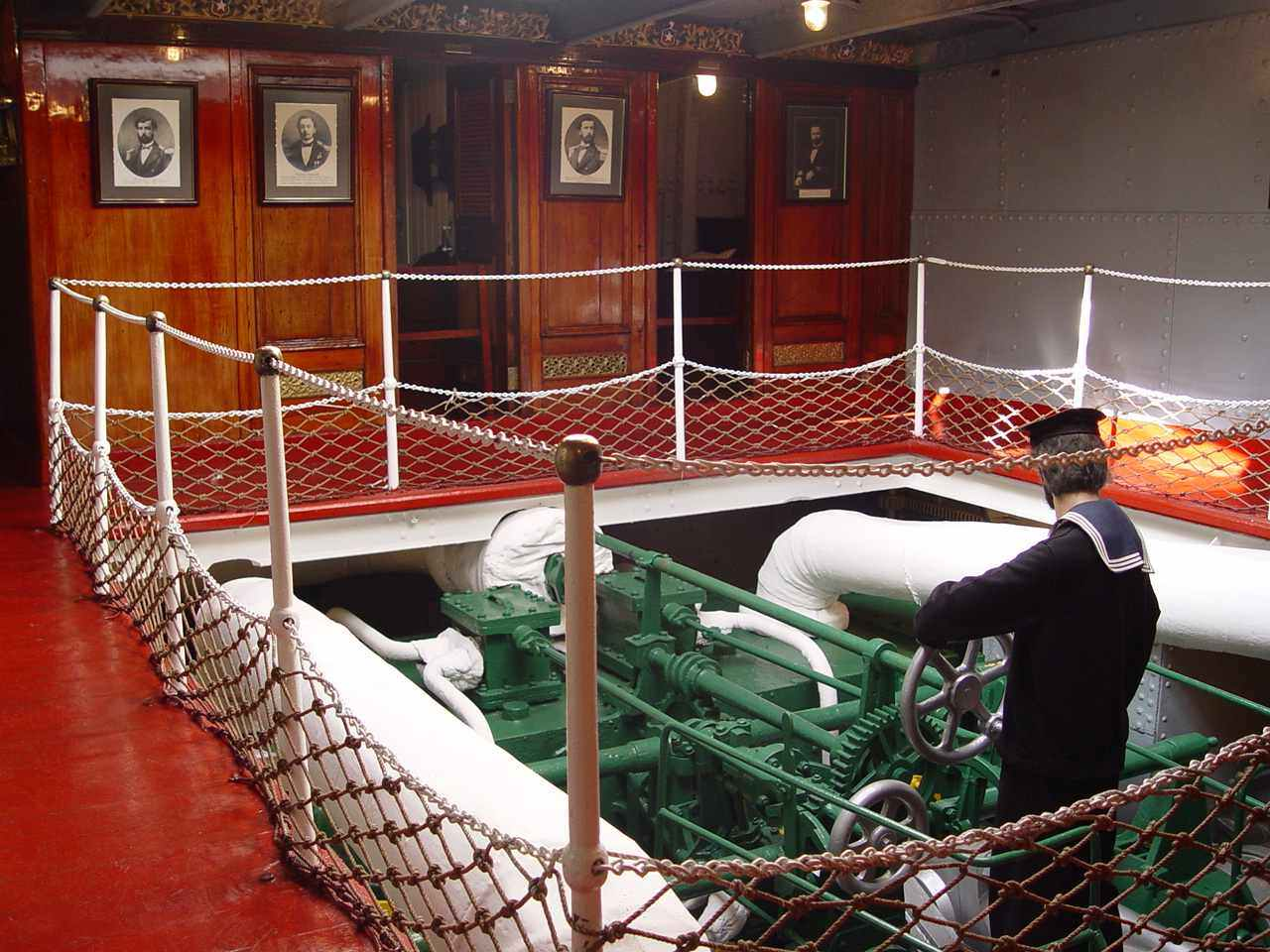
Sala de máquinas.

Su sistema de propulsión es mixto, máquina a vapor y vela. La máquina de vapor es del tipo Maudslay (horizontal, de dos cilindros). Cada cilindro tiene un diámetro de 1,37 m (54 in) y una carrera de 914,4 mm (3 ft). Esta máquina era capaz generar 1,23 MW (1650 HP) a 78 revoluciones por minuto. La máquina principal hace girar una hélice de cuatro palas de 4,49 m (14 ft 9 in) de diámetro y 5,41 m (17 ft 9 in) de paso. Este sistema propulsor le permitió alcanzar al Huáscar, en el viaje de prueba (sin cañones, sin provisiones a bordo y cargando solamente 100 toneladas de carbón en las carboneras), una velocidad máxima de 12,25 nudos.
Cada cilindro descarga a condensadores independientes en los cuales se mezclaba el vapor de descarga con el agua de mar para producir la condensación. Este proceso suple las pérdidas de agua de alimentación a medida que se consumía la que se almacena en el doble fondo. El vacío es producido por una bomba de aire situada inmediatamente debajo del condensador, la cual es accionada por un vástago acoplado directamente al émbolo de la máquina motriz. Al eje cigüeñal de la máquina motriz van conectadas cuatro bombas de tronco accionadas por excéntricas, dos de las cuales son bombas de agua salada para él condensador y dos de achique de sentinas.

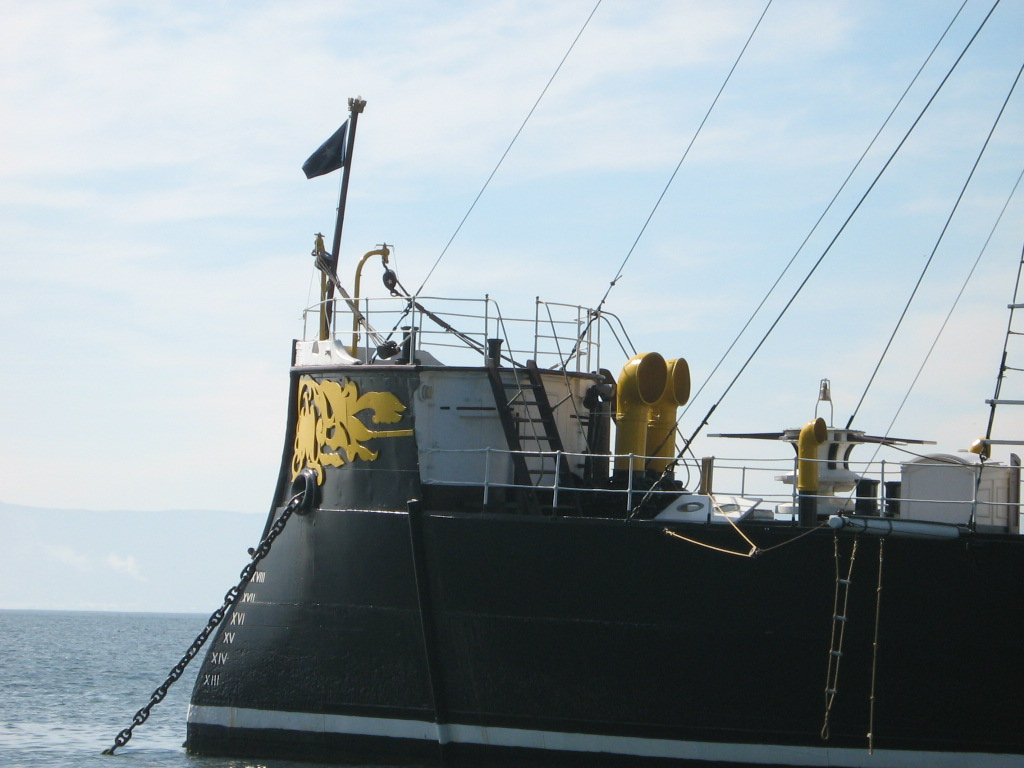
Proa del monitor. Se puede apreciar el espolón.

El departamento de calderas tiene cuatro calderas horizontales, dos de cuatro fogones y dos de tres que trabajan a una presión máxima de 172,3 kPa (25 psi). Su alimentación se efectúa por medio de una máquina de múltiple propósito situada en el mismo departamento.
El aparejo del monitor era de dos mástiles tipo bergantín con el trinquete en forma de trípode, según patente del capitán Coles, que permitía su rápido desmonte en caso de combate y facilitar el movimiento y manejo del ángulo de tiro de los cañones en la torre. En junio de 1879, Grau decidió que en el Callao al Huáscar se le retire el trinquete para así poder aumentar el arco de fuego.

## Historia

### Servicio en la Marina de Guerra del Perú

#### Construcción y puesta en servicio

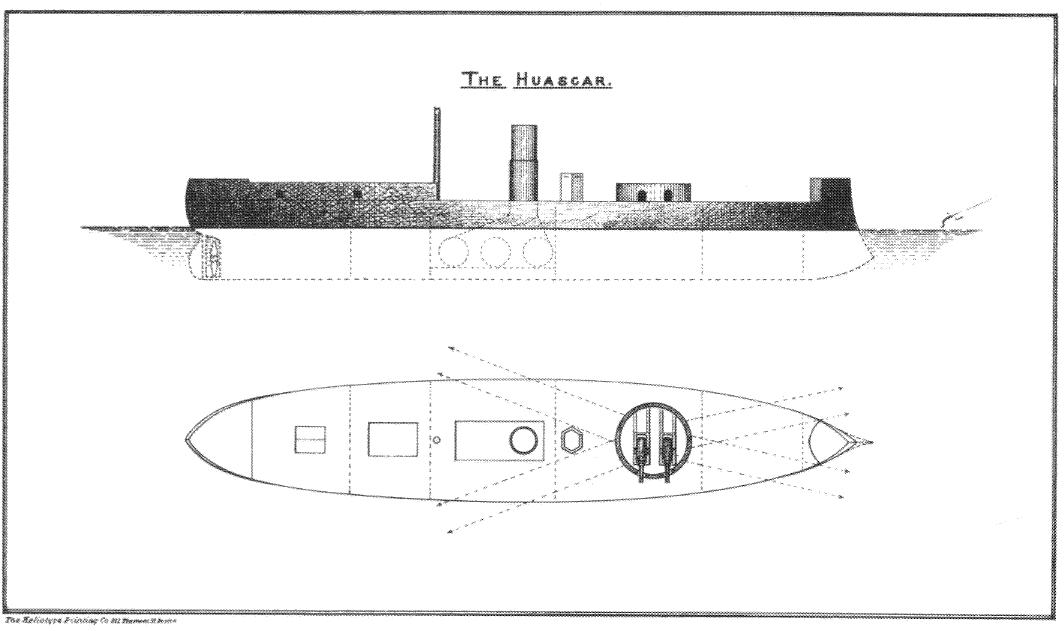
Vista superior y de perfil.

En 1864, el Perú se encontraba en una delicada situación diplomática con España, la cual desembocaría posteriormente en la guerra hispano-sudamericana. La crisis se vio agravada debido a que las unidades de la marina de guerra peruana carecían del poder de fuego necesario para poder enfrentar a la fuerza naval española. Esta circunstancia motivó al gobierno de Juan Antonio Pezet a encargar en Inglaterra la construcción de nuevos buques de guerra para reforzar su escuadra. 
El 12 de agosto de 1864, se firmó en Birkenhead (Reino Unido) el contrato de construcción de una nueva nave de guerra, entre el capitán de navío José María Salcedo, en representación del gobierno peruano, y el astillero Laird & Brothers. El valor contractual fue de 71 000 libras esterlinas sin incluir artillería, siendo el costo total de 81 247 libras esterlinas, unos 406 325 soles de plata de la época. El plazo inicial de entrega fue de 12 meses.
El astillero asignó a la nueva construcción el número 321. El diseño de la nave estuvo a cargo del capitán Cowper Phipps Coles, célebre y controvertido oficial de la Marina Real Británica, quien le incorporó una serie características innovadoras y avances tecnológicos para la época, como su patente de torreta giratoria para los cañones principales. Tanto la maquinaria propulsora como las calderas fueron provistas por la compañía Penn e Hijos, mientras que la artillería estuvo a cargo de la firma Armstrong y Cía. El nuevo buque fue lanzado el 7 de octubre de 1865, siendo bautizado como Huáscar en honor al penúltimo Inca del imperio, hijo del Inca Huayna Cápac y hermano del último Inca Atahualpa.: 6 

#### Viaje inaugural

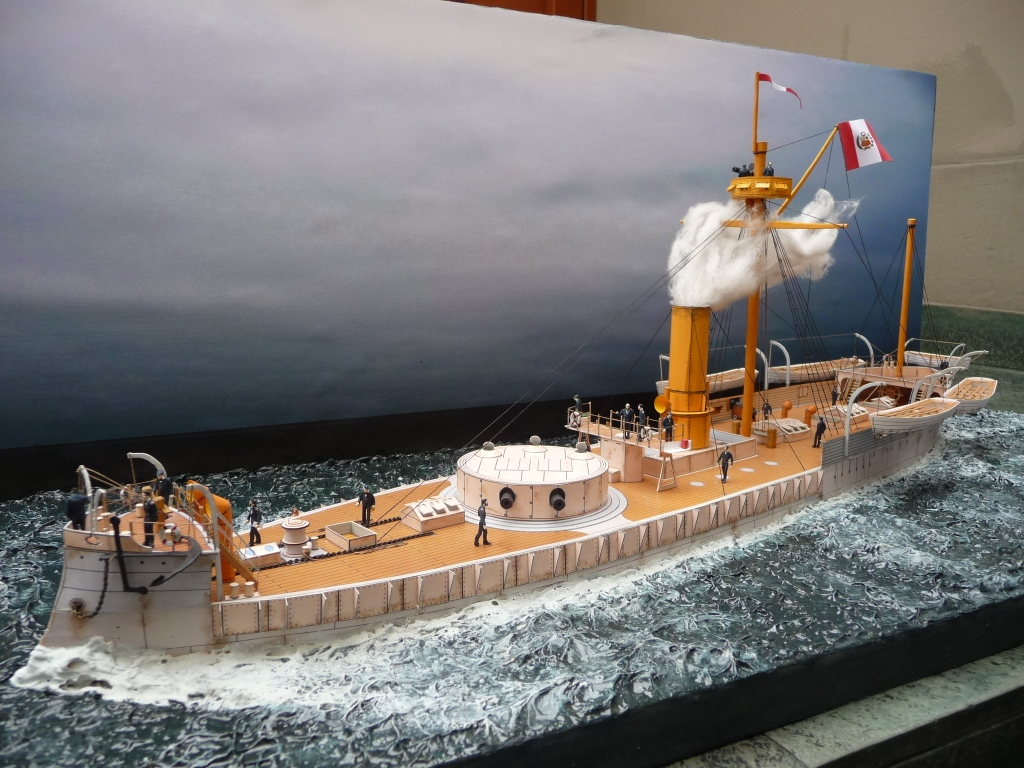
Maqueta que representa al Huáscar en navegación bajo bandera peruana.

El monitor Huáscar zarpó desde Birkenhead el 17 de enero de 1866, comandado por el capitán quien supervisó la construcción del buque por parte de la armada peruana. El viaje estuvo plagado de dificultades y marcado por serias diferencias entre Aurelio García y García (comandante de la fragata Independencia) y José María Salcedo (nombrado jefe de la división naval de blindados).
El 20 de enero, el Huáscar enfrentó un fuerte temporal que lo obligó a recalar en el puerto francés de Brest el día 23 del mismo mes. Una vez en Brest se reagrupó con la fragata Independencia y el vapor inglés Thames (fletado por el gobierno peruano). El convoy zarpó, en cruce del Atlántico, el día 24 de febrero. En la víspera del zarpe, se produjo un intento de amotinamiento, el cual terminó con 5 tripulantes ingleses heridos de bala. Durante el viaje, el 28 de febrero, la Independencia colisionó en alta mar con el Huáscar, cuya máquina se había detenido sin notarlo el oficial de guardia. El convoy arribó en Río de Janeiro (Brasil) el 1 de abril. El Huáscar entró al dique de Río de Janeiro por 5 días para reparar su hélice. El capitán Salcedo recibió una fuerte reprimenda por parte del ministro plenipotenciario peruano Benigno Vigil a sugerencia de la oficialidad del Huáscar. Dieciocho tripulantes del Huáscar desertaron durante su estadía en Río de Janeiro.
El convoy zarpó otra vez rumbo al Estrecho de Magallanes el 29 de abril, produciéndose nuevamente un motín antes del zarpe. Esta vez el motín terminó con un condestable inglés herido en la cabeza y arrojado a tierra. El 5 de mayo, el Huáscar capturó al bergantín español Manuel que se dirigía a Montevideo, el cual fue posteriormente incendiado. Al día siguiente el monitor capturó al velero Petita Victorina, el cual fue dotado con tripulación y enviado a Chile. El 24 de mayo el convoy, junto con la corbeta estadounidense USS Dakotah, ingresó al Estrecho de Magallanes. Al día siguiente el convoy creció aún más al unirse con la corbeta América. En Punta Arenas, el convoy repostó carbón desde una barca prusiana y zarpó rumbo a Ancud (Chiloé, Chile) el 29 de mayo. En la medianoche los buques fueron azotados por una tempestad que hizo perder al Huáscar su lancha auxiliar a vapor. 
El convoy arribó finalmente en Ancud el 6 de junio de 1866, donde se reunió con el resto de la escuadra chileno-peruana junto a la que continuó su viaje hacia Valparaíso el día 11 de junio. Esa misma noche, la flotilla enfrentó mal tiempo y el Huáscar debió remolcar a la Apurímac durante 5 horas.
Una vez arribada la escuadra a Valparaíso, el capitán Salcedo fue relevado de su cargo por orden del gobierno peruano y reemplazado por el capitán de fragata estadounidense David McCorkle, nombrado por el nuevo jefe de la Escuadra John Tucker. El Huáscar permaneció una larga temporada en Valparaíso debido a que se preparaba una campaña contra la escuadra española y a que se preveía una incursión de esta escuadra desde el Atlántico. Tucker renunció el 15 de marzo de 1867, mientras el Huáscar era carenado en el dique de Valparaíso. Tras su renuncia, el gobierno peruano designó como nuevo comandante al capitán de fragata Alejandro Muñoz, quien permaneció en Valparaíso hasta que el estallido de la guerra civil peruana provocó la renuncia del presidente Mariano Ignacio Prado en enero de 1868. El gobierno entrante ordenó al Huáscar navegar hacia Perú, arribando por primera vez al puerto de El Callao el 2 de febrero de 1868. El nuevo gobierno del general Pedro Díez-Canseco nombró como nuevo comandante al capitán de fragata Miguel Grau, quien asumió el mando el día 26 de febrero del mismo año.

#### Operaciones bélicas

##### Sublevación del Huáscar (1877)

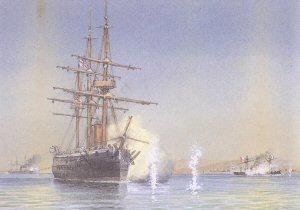
Pintura del combate naval de Pacocha. En primer plano, el HMS Shah.

El 6 de mayo de 1877 seguidores del caudillo Nicolás de Piérola se sublevaron en contra del gobierno del general Mariano Ignacio Prado tomando el control del Huáscar. El mando de la nave fue tomado por el capitán de fragata Germán Astete. El 9 de mayo el Huáscar interceptó dos buques de bandera británica de la Pacific Steam Navigation Company lo cual hace que la escuadra británica del Pacífico se involucre en el conflicto. El 28 de mayo de 1877 la escuadra del Perú al mando de Juan Guillermo More Ruiz enfrenta al blindado en el combate de Punta Pichalo sin poder capturarlo. Al día siguiente el buque es confrontado por la escuadra británica del Pacífico, al mando del contraalmirante Algernon Frederick Rous De Horsey en el combate naval de Pacocha con idéntico resultado. El Huáscar por su parte se hizo célebre en esta acción al convertirse en el primer barco en la historia naval en evadir el ataque de torpedos autopropulsados. El 31 de mayo de 1877, tras intentar en vano que el resto de la escuadra peruana se uniera a la sublevación, la tripulación rebelde decidió rendirse en el puerto de Iquique.

##### Guerra del Pacífico (1879-1883)

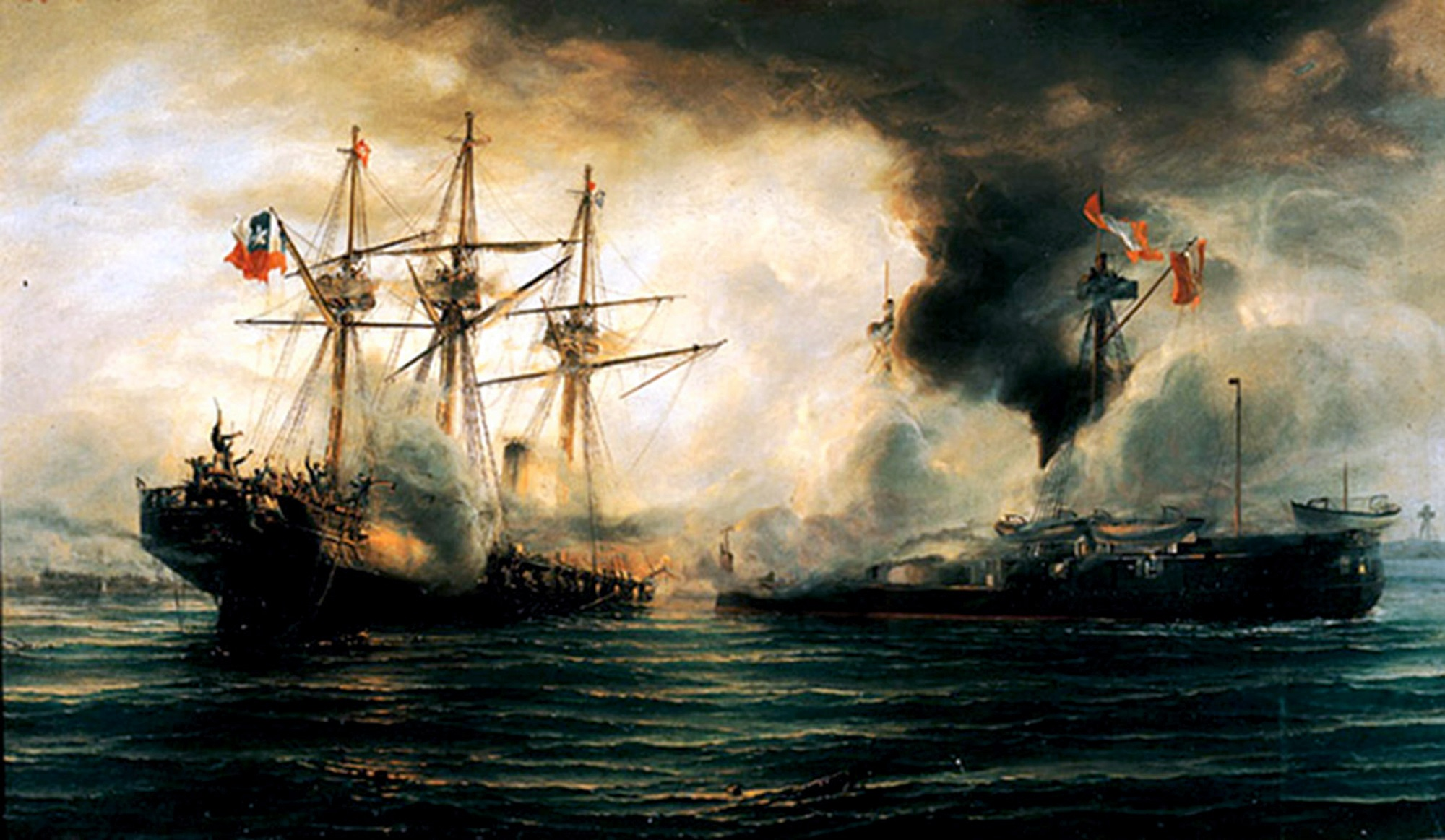
Combate naval de Iquique, óleo de Thomas Somerscales.

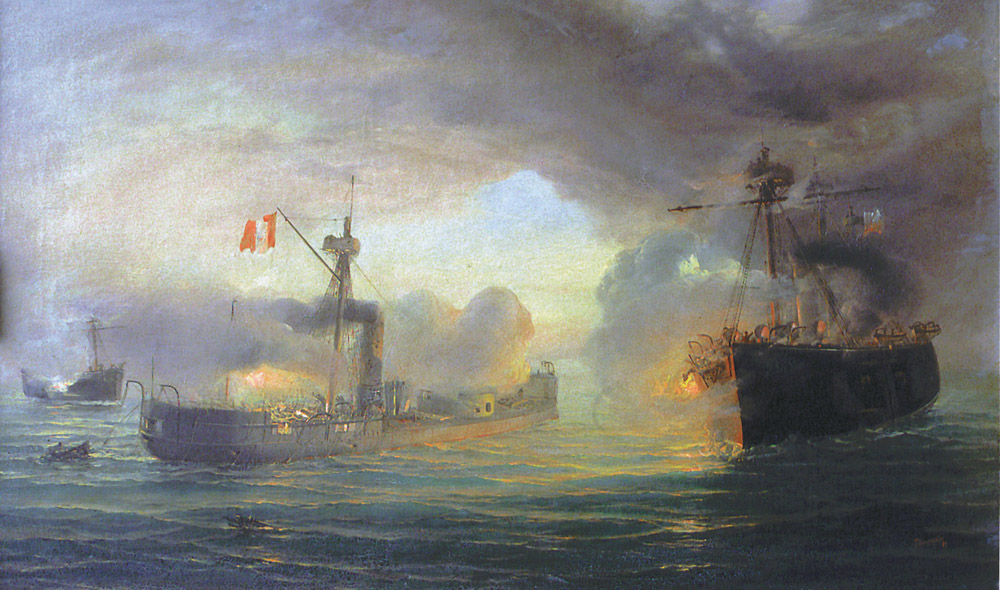
Combate naval de Angamos, óleo de Thomas Somerscales.

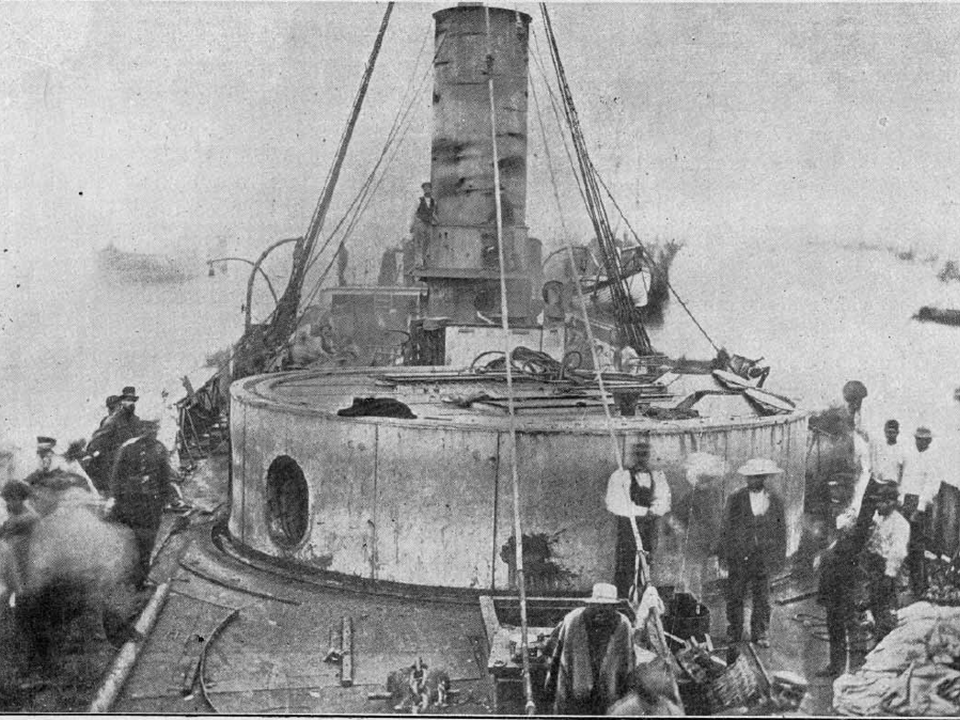
Daños en la cubierta principal y la torre Coles.

Desde 1878, el Huáscar era comandado por el capitán de fragata Gregorio Pérez y, aunque el monitor estaba en condiciones de navegar, se encontraba desartillado y con su marinería sin entrenamiento. El 1 de marzo de 1879 Bolivia se declaró en estado de guerra contra Chile. El 24 de marzo siguiente, Miguel Grau Seminario, quien era hasta entonces diputado por Paita en el congreso peruano, fue nombrado como nuevo comandante del Huáscar, y asumió el mando el 28 de ese mes.
Bajo el comando de Grau, el monitor Huáscar se transformó en la nave de más destacada participación de la escuadra de la marina de guerra del Perú durante la guerra del Pacífico. Las correrías del Huáscar mantuvieron en jaque a la escuadra y al gobierno chileno durante cinco meses (16 de mayo-8 de octubre de 1879). Entre las acciones más destacadas del Huáscar se cuentan: el combate naval de Iquique (21 de mayo de 1879), el primer combate naval de Antofagasta (26 de mayo de 1879), la captura del vapor Rímac (23 de julio de 1879) y el segundo combate naval de Antofagasta (28 de agosto de 1879). Al regresar al Callao en junio de 1879, Grau hizo modificaciones en el barco en junio de 1879. Se le quitó al monitor el palo trinquete que entorpecía el empleo de la torreta hacia la proa, con el fin de acelerar su marcha y mejorar el accionamiento de la torre Coles. Además en esa ocasión fue acortado el castillo de proa en varios pies para mejorar el campo de tiro de la misma torre.
Estas acciones detonaron una crisis en el gobierno de Chile que provocó la caída del contralmirante Juan Williams Rebolledo. Chile debió movilizar seis buques de su escuadra, incluyendo sus dos blindados, para poder capturarlo. Fue interceptado en Punta Angamos, el 8 de octubre de 1879. Tras una hora y media de intenso combate, y a pesar de que la nave comenzaba a hundirse por orden de su comandante el Teniente 1.º Pedro Gárezon Thomas, el monitor Huáscar fue capturado por la Armada de Chile. De un total de 204 tripulantes, 33 resultaron muertos, incluido su comandante Miguel Grau, y 27 resultaron heridos.
Durante el combate naval de Angamos, el Huáscar recibió daños severos, siendo los más graves la destrucción de la torre de mando y los causados por dos impactos directos en la torre Coles. Estos impactos perforaron las 4 planchas de hierro y del forro de teca y afectaron la fijación de la torre paralizando la ronza. El cañón de babor fue impactado en el muñón izquierdo por un proyectil que lo desmontó y le arruinó los soportes de la cureña, mientras que el otro cañón resultó afectado en su sistema de mira. Los cañones fueron desmontados y remplazados por cañones de retrocarga de 254 mm (10 in). La dotación chilena tuvo serios problemas con la nueva artillería y esta es vuelta a cambiar por una compuesta de cañones de marca Elswick de 203 mm (8 in) que son los que tiene en la actualidad.

### Servicio en la Armada de Chile

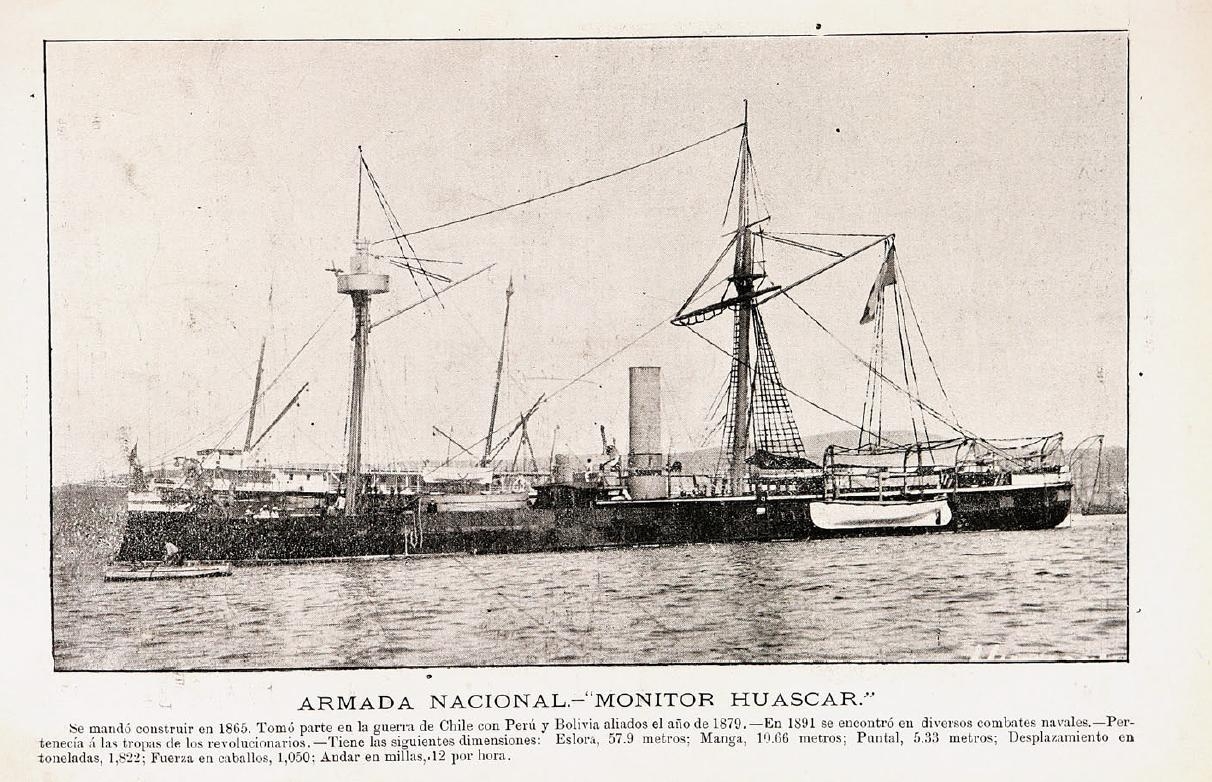
Ficha del Huáscar cuando estaba en servicio en la Armada Chilena.

#### Guerra del Pacífico (1879-1883)
Tras su captura, el blindado de tipo monitor operó bajo la bandera de Chile durante el resto de la guerra del Pacífico. El Huáscar participó en acciones como el combate naval de Arica (27 de febrero de 1880), donde pereció su comandante, Manuel Thomson, y el bloqueo al puerto peruano del Callao, bajo el mando de Carlos Condell.

#### Después de la guerra
Una vez finalizada la guerra, el Huáscar sufrió varias modificaciones. En 1885 se le instalaron cuatro nuevas calderas en los astilleros Lever, Murphy & Co. de caleta de la Barca —hoy Caleta Abarca—, una hélice nueva diseñada por astilleros Laird Brothers, una nueva chimenea, un poco más alta que la original, y se renovaron las cajas de humo y las camisas de la chimenea. La segunda cubierta fue renovada y se cambiaron tablones en la cubierta principal. También se le reparó el doblefondo y las máquinas. En 1887 se le instaló una máquina de vapor de dos cilindros horizontales, construida por la firma Morrison, para mover la torre Coles.
En mayo de 1888, el Huáscar, al mando de Luis Uribe, fue encargado de trasladar los restos de los marinos chilenos Arturo Prat, Ignacio Serrano y Juan de Dios Aldea, fallecidos en el combate naval de Iquique, desde esta localidad al puerto de Valparaíso.

#### Guerra Civil (1891)

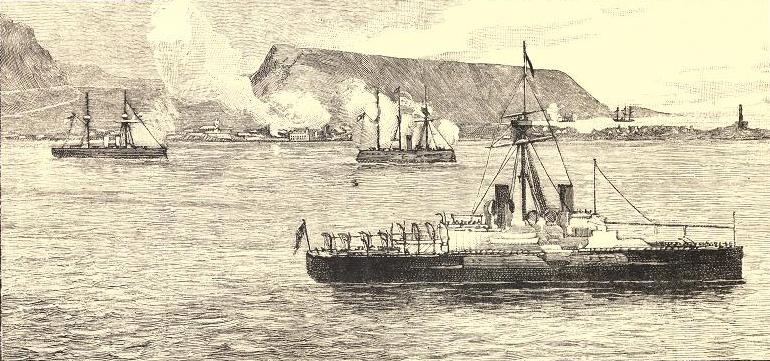
Bombardeo del puerto de Iquique por las fuerzas congresistas.

Durante la Guerra Civil de 1891 que se vivió en Chile, el Huáscar formó parte de las fuerzas congresistas que derrotaron al presidente José Manuel Balmaceda. Al atardecer del 7 de enero de 1891, la fragata Cochrane remolcó al Huáscar, que tenía sus máquinas desmontadas, desde la bahía de Valparaíso, fondeándolo frente a Las Salinas, donde se procedió a ponerlo en servicio.
El 23 de enero el Huáscar y el transporte Amazonas se apoderan de Taltal y obtienen la adhesión de la ciudad a la causa congresista. El 12 de febrero la nave frustró el intento de desembarco de las tropas presidencialistas embarcadas en el transporte Imperial, en la localidad de Patillos. El monitor participó también en el bombardeo de Iquique, ciudad en manos de los partidarios de Balmaceda, el día 19 de febrero. Posteriormente el monitor Huáscar fue destinado a labores de escolta de los transportes que conducían a las tropas congresistas y a la vigilancia costera.

#### La posguerra

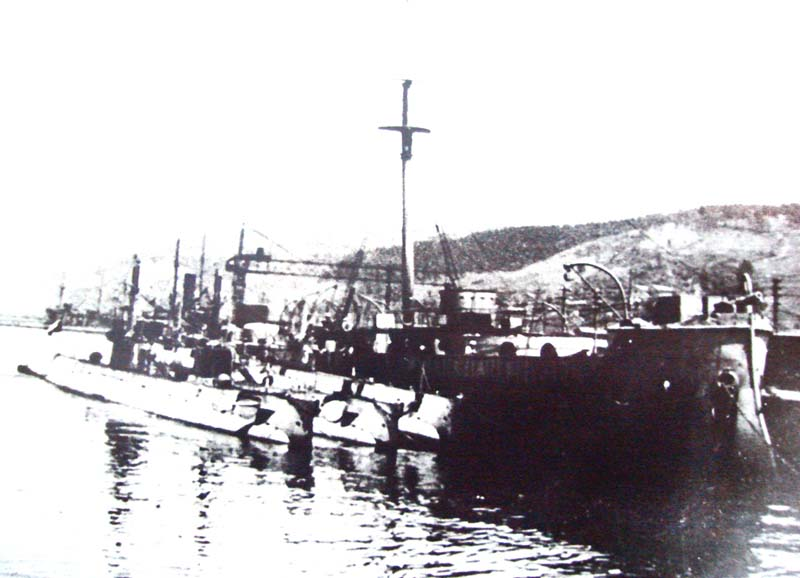
El monitor Huáscar como buque madre de la flotilla de submarinos Clase H.

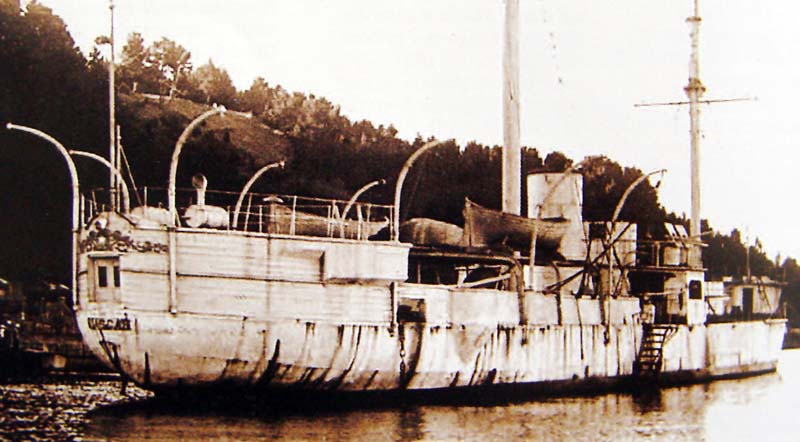
El monitor Huáscar antes de los trabajos de restauración de 1951, cuando se mantenía a flote gracias a pequeñas reparaciones.

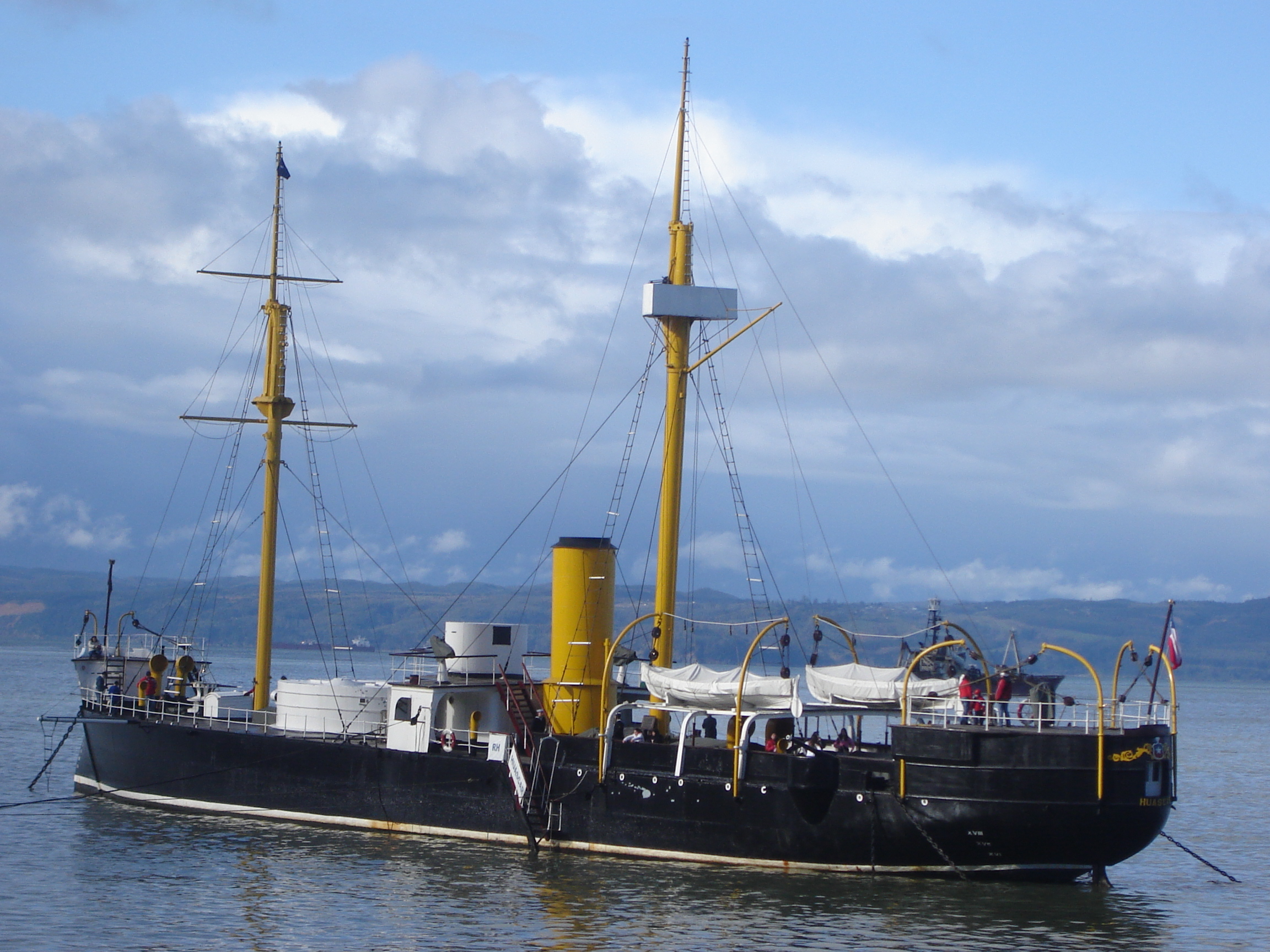
Vista trasera del Huáscar en el año 2005.

El monitor Huáscar formó parte activa de la escuadra chilena hasta 1896, cuando fue dado de baja por la explosión de una de sus calderas. En 1905 se hicieron estudios para transformar al Huáscar en un cañonero moderno, para lo cual se tendría que remover la torre Coles. El consejo naval de la armada acordó no aceptar el proyecto. En 1917 fue destinado a ser buque madre de las tripulaciones de la flotilla de submarinos Clase H, recientemente adquiridos por la Armada de Chile.
Se le restauró como reliquia histórica en 1934, siendo fondeado frente a la base naval de Talcahuano. Entre 1951 y 1952, gracias a la iniciativa del contraalmirante Pedro Espina Ritchie, se inició la total restauración del monitor, con la intención de dejarlo tal como era en 1897. La labor se vio facilitada al encontrarse numerosos objetos (muebles, accesorios, etc.) en los almacenes del Arsenal Naval de Talcahuano y gracias a la cooperación de un sinnúmero de personas e instituciones de la provincia de Concepción.
La restauración se realizó teniendo en cuenta el aspecto que mostraba cuando finalizó su servicio en la armada de Chile en 1897. En la cámara del comandante se instalaron los retratos del almirante peruano Miguel Grau y de los capitanes chilenos Arturo Prat y Manuel Thomson, que murieron en su cubierta y en lo que fue el departamento de calderas, se instalaron una galería de retratos y un oratorio con la finalidad de que este sea un lugar de honra y de veneración a quienes ofrendaron su vida por su patria.
Entre 1971 y 1972, el contraalmirante Carlos Chubretovich decidió emprender la segunda etapa de la restauración (casco y estructura). Las labores de restauración estuvieron a cargo de ASMAR Talcahuano. En 1995, el World Ship Trust otorgó a la Armada de Chile el premio "Maritime Heritage Award" por la excelente restauración del monitor Huáscar y por el testimonio que representa para Chile y Perú.
Tras el terremoto de Chile de 2010, se temió que el tsunami hubiera hundido al Huáscar al no encontrarlo en un primer momento; sin embargo, el Huáscar únicamente había cambiado de posición y no se había visto afectado por el tsunami.

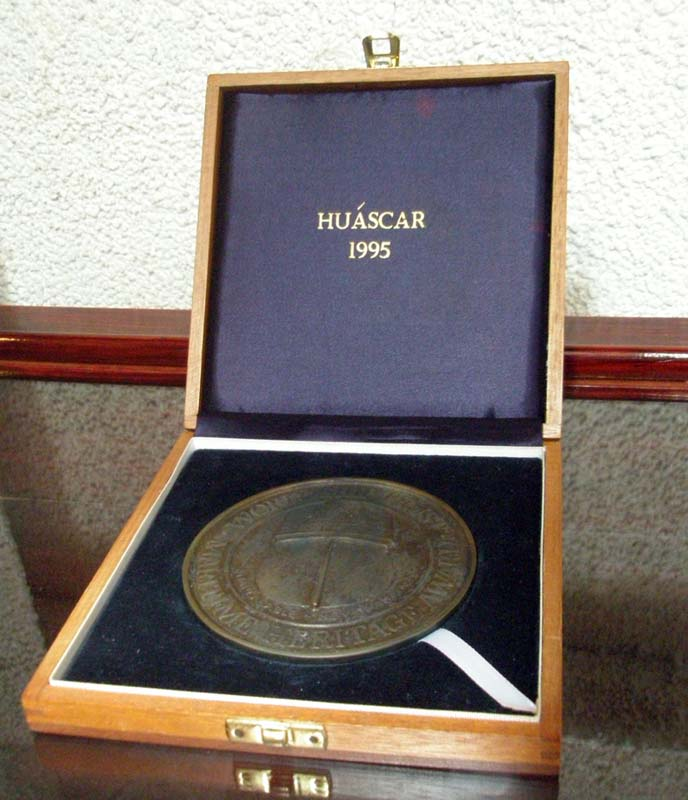
Premio Maritime Heritage Award del World Ship Trust.